# Ituzaingó Yacireta Airport
Ituzaingó Yacireta Airport är en flygplats i Argentina.   Den ligger i provinsen Corrientes, i den nordöstra delen av landet, 800 km norr om huvudstaden Buenos Aires. Ituzaingó Yacireta Airport ligger 87 meter över havet.
Terrängen runt Ituzaingó Yacireta Airport är mycket platt. Närmaste större samhälle är Ituzaingó, 7,8 km sydväst om Ituzaingó Yacireta Airport.
I omgivningarna runt Ituzaingó Yacireta Airport växer huvudsakligen savannskog. Runt Ituzaingó Yacireta Airport är det mycket glesbefolkat, med 3 invånare per kvadratkilometer.